# 八木健 (財務官僚)
八木健（やぎ けん、1948年8月17日 - ）は日本の財務官僚。大臣官房審議官（国際局担当）、国際通貨基金理事などを歴任した。

## 年譜

### 学歴
- 1971年6月：東京大学経済学部経済学科卒業。

### 職歴
- 1971年7月：大蔵省入省（国際金融局総務課）[1]。
- 1972年6月：国際金融局国際機構課。
- 1973年5月：国際金融局付（オックスフォード大学留学）。
- 1975年7月：主税局国際租税課租税協定第一係長[2]。
- 1976年7月：鶴岡税務署長。
- 1977年7月：証券局総務課長補佐。
- 1979年7月：証券局付（外務研修）。
- 1980年4月：外務省在エジプト大使館二等書記官。
- 1981年4月：外務省在エジプト大使館一等書記官。
- 1982年5月：外務省在連合王国大使館一等書記官。
- 1984年7月：国際金融局国際機構課長補佐（総括）[3]。
- 1986年6月：大臣官房企画官 兼 国際金融局総務課。
- 1987年7月：外務省経済局国際経済第二課長。
- 1989年6月：派遣職員（アジア開発銀行）。
- 1992年7月：国際金融局開発金融課長。
- 1993年7月：国際金融局開発政策課長。
- 1995年6月：国際金融局総務課長 兼 国際金融局国際機構課長。
- 1996年7月：海外経済協力基金総務部長。
- 1998年6月：大臣官房審議官（国際局担当）。
- 2001年1月：財務省大臣官房審議官（国際局担当）。
- 2001年7月：派遣職員（国際通貨基金理事）。
- 2004年5月：退官。
- 2005年6月：日本電信電話（株）取締役第四部門長。

## 人物
東京大学経済学部経済学科を優秀な成績で卒業し、1971年 大蔵省入省。オックスフォード大学へ留学し、経済学の修士号を修得。指導教官は後にノーベル経済学賞を受賞したJ.R. ヒックスであり、ヒックスから卒業にあたり、極めて優秀な人物である推薦状をもらっていた。